# القاسم بن عبد الرحمن الدمشقي
القاسم بن عبد الرحمن، تابعي ومحدث دمشق، يرسل كثيرًا عن قدماء الصحابة، لذلك اختلف فيه أهل الحديث.

## سيرته
كنيته أبو عبد الرحمن، ويُسمى أيضًا القاسم بن أبي القاسم، قيل مولى أم المؤمنين أم حبيبة، وقيل مولى جويرية بنت أبي سفيان، وقيل مولى عبد الرحمن بن خالد بن يزيد بن معاوية الأموي، كان يقول أنه أدرك مائة من الصحابة، وأدعوا أنه لقى سليمان الفارسي وأنكر أحمد بن حنبل هذا وقال: كيف يكون له هذا اللقاء، وهو مولى لخالد بن يزيد، قال عبد الرحمن بن يزيد بن جابر: «ما رأيت أحدا أفضل من القاسم أبي عبد الرحمن، كنا بالقسطنطينية، وكان الناس يرزقون رغيفين رغيفين، فكان يتصدق برغيف ويصوم، ويفطر على رغيف». مات سنة اثنتي عشرة ومائة.

## روايته للحديث
- أرسل عن عدد من الصحابة مثل: علي بن أبي طالب وتميم الداري، عبد الله بن مسعود، وروى عن أبي هريرة، وفضالة بن عبيد، ومعاوية بن أبي سفيان، وأبي أمامة، وقيل: لم يسمع من أحد من الصحابة سوى أبي أمامة.

- حدث عنه: يحيى بن الحارث الذماري، وثور بن يزيد، وعبد الله بن العلاء بن زبر، ومعاوية بن صالح، وعبد الرحمن بن يزيد بن جابر، وبشر بْن نمير، وثابت بْن ثوبان، وثابت بْن عجلان، وجعفر بن الزبير، وأبو معيد حفص بْن غيلان، وخالد بْن أَبي عِمْران، وسُلَيْمان بْن عَبْد الرحمن الدمشقي الكبير، وسُلَيْمان أَبُو الربيع، وصدقة بْن عَبد اللَّهِ السمين، وعاصم بْن رجاء بْن حيوة، وعَبْد الرحمن بْن ثابت بْن ثوبان، وعبد العزيز بْن عُبَيد اللَّه بْن حمزة بن صهيب، وعتبة بْن أبي حكيم الهمداني، وعتبة بْن عبد الرحمن الحرستاني، وعثمان بن عَبْد الرَّحْمَنِ، وعروة بْن رويم اللخمي، وأبي الغيث عطية بن سُلَيْمان، وعلي بْن يزيد الألهاني، وعُمَر بْن مُوسَى بْن وجيه الوجيهي، والعلاء بن الحارث، وغيلان بْن أنس، وكثير بْن الحارث، ومعاوية بْن صالح الحضرمي، ومعاوية بْن يَحْيَى الصدفي، والوضين بْن عطاء، والوليد بْن جميل، والوليد بْن سُلَيْمان بْن أَبي السائب، والوليد بْن عَبْد الرَّحْمَنِ بْن أَبي مالك، ويزيد بن أبي مريم، ويزيد بْن يزيد بْن جابر، وأبو عَبْد اللَّهِ النجراني، وابن حرشف الأزدي.[2]
- منزلته في الجرح والتعديل: قال يحيى بن معين: ثقة، وقال أحمد بن حنبل: في حديث القاسم مناكير مما ترويه الثقات. وقال ابن سعد: منهم من يضعفه. وقال أحمد أيضًا: روى عنه علي بن يزيد أعاجيب، وما أراها إلا من قبل القاسم، وقال ابن حبان: يروي عن الصحابة المعضلات، وكان يزعم أنه لقي أربعين بدريًا. وقال أبو إسحاق الجوزجاني: كان خيارا فاضلا، أدرك أربعين من المهاجرين والأنصار، وقال الترمذي: ثقة.[1] روى له أصحاب الكتب الأربعة، والبخاري في الأدب المفرد.[2]